# Dakota (Minnesota)
Dakota – miasto w Stanach Zjednoczonych, w stanie Minnesota, w hrabstwie Winona.